# Gare de Naoetsu
La gare de Naoetsu (直江津駅, Naoetsu-eki) est une gare ferroviaire de la ville de Jōetsu, dans la préfecture de Niigata au Japon. La gare est gérée par les compagnies JR East et Echigo Tokimeki Railway.

## Situation ferroviaire
La gare de Naoetsu est située au début de la section Naoetsu - Niigata de la ligne principale Shin'etsu et à la fin des lignes Myōkō Haneuma et Nihonkai Hisui.

## Histoire
La gare a été inaugurée le 15 août 1886.

## Services aux voyageurs

### Accès et accueil
La gare dispose d'un bâtiment voyageurs, avec guichets, ouvert tous les jours.

### Desserte
- Ligne Nihonkai Hisui :
  - voies 1 à 6 : direction Itoigawa et Ichiburi
- Ligne Myōkō Haneuma :
  - voies 2 à 6 : direction Jōetsumyōkō et Myōkō-Kōgen
- Ligne principale Shin'etsu :
  - voies 2 à 6 : direction Nagaoka et Niigata
- Ligne Hokuhoku :
  - voies 5 et 6 : direction Muikamachi et Echigo-Yuzawa